# Museum am tiefsten Punkt der Erde

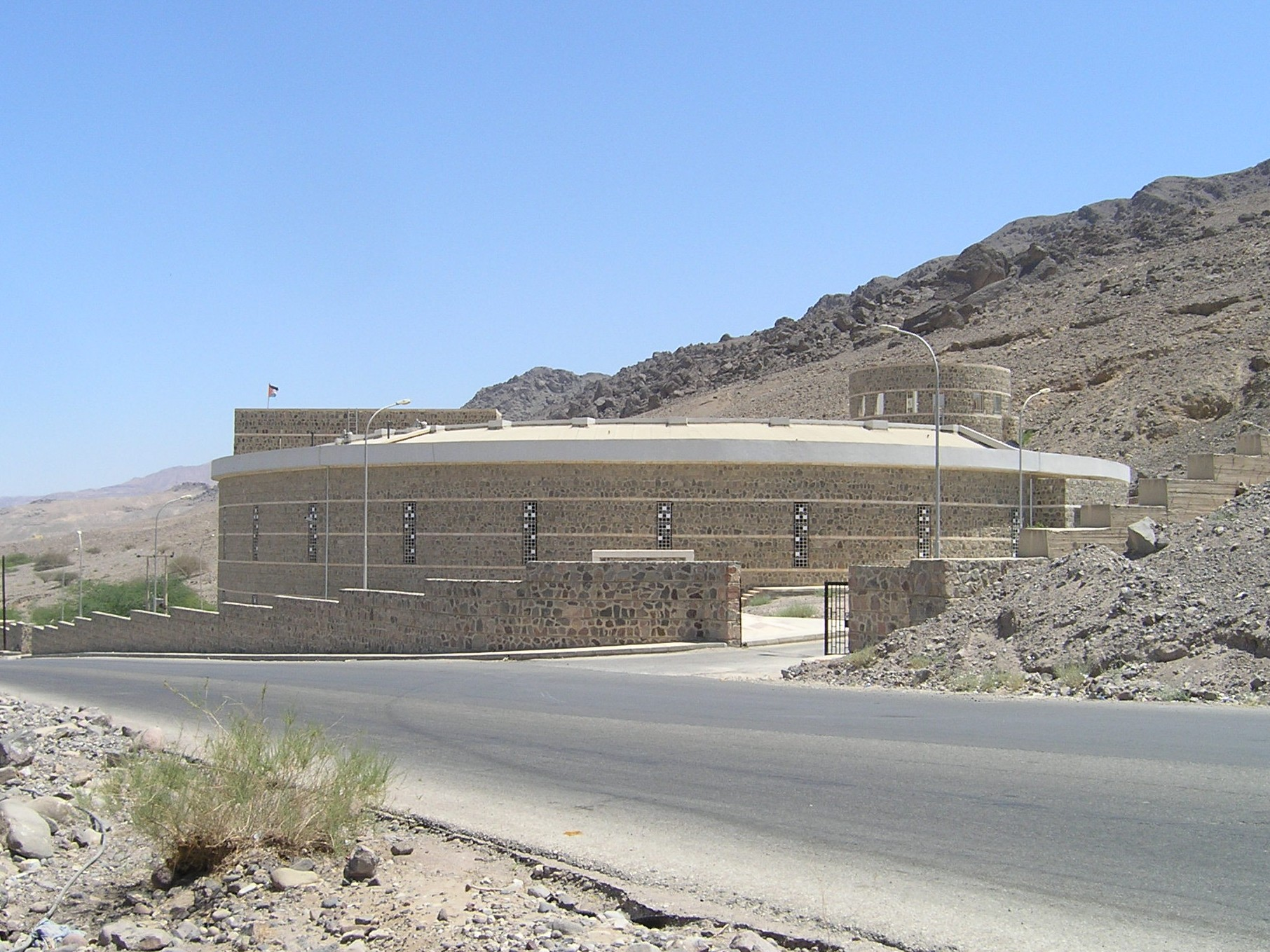
Das Museum am tiefsten Punkt der Erde, beim Toten Meer in Jordanien

Das Museum am tiefsten Punkt der Erde (englisch Museum at the Lowest Place on Earth, MuLPE) liegt südöstlich des Toten Meeres nahe der Stadt as-Safi in Jordanien etwa 360 m unter dem Meeresspiegel. In einem modernen, schneckenförmigen Gebäude zeigt es die Abfolge der menschlichen Besiedlung in dieser Kulturlandschaft seit der Jungsteinzeit an Beispielen von Fundstellen der Region. Das nahe gelegene Heiligtum des Lot (Dayr ʿAin ʿAbata) ist mit einem Mosaik aus dem 7. Jahrhundert n. Chr. vertreten.

## Geschichte

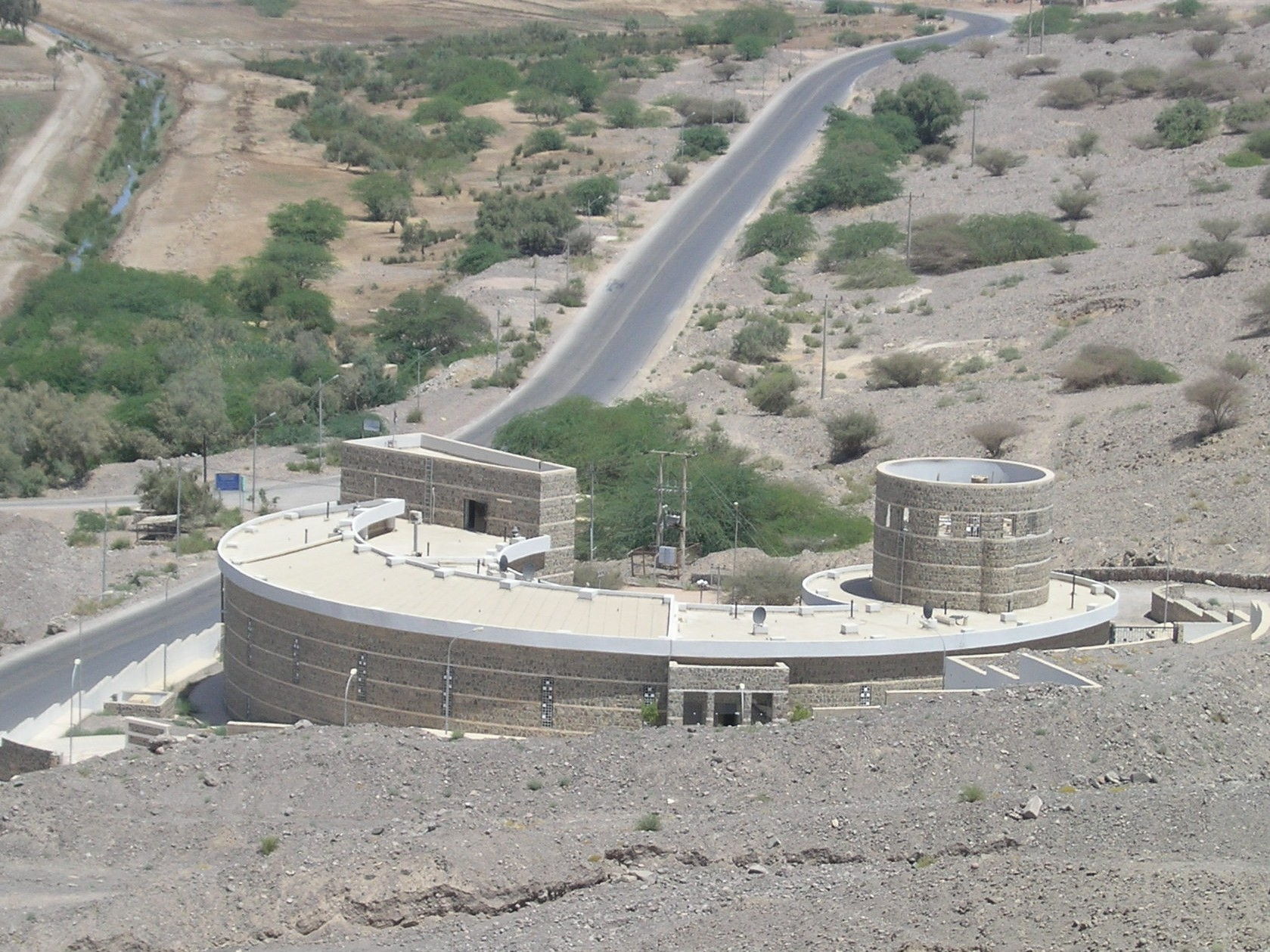
Das Museum am tiefsten Punkt der Erde, Blick vom Lot-Heiligtum

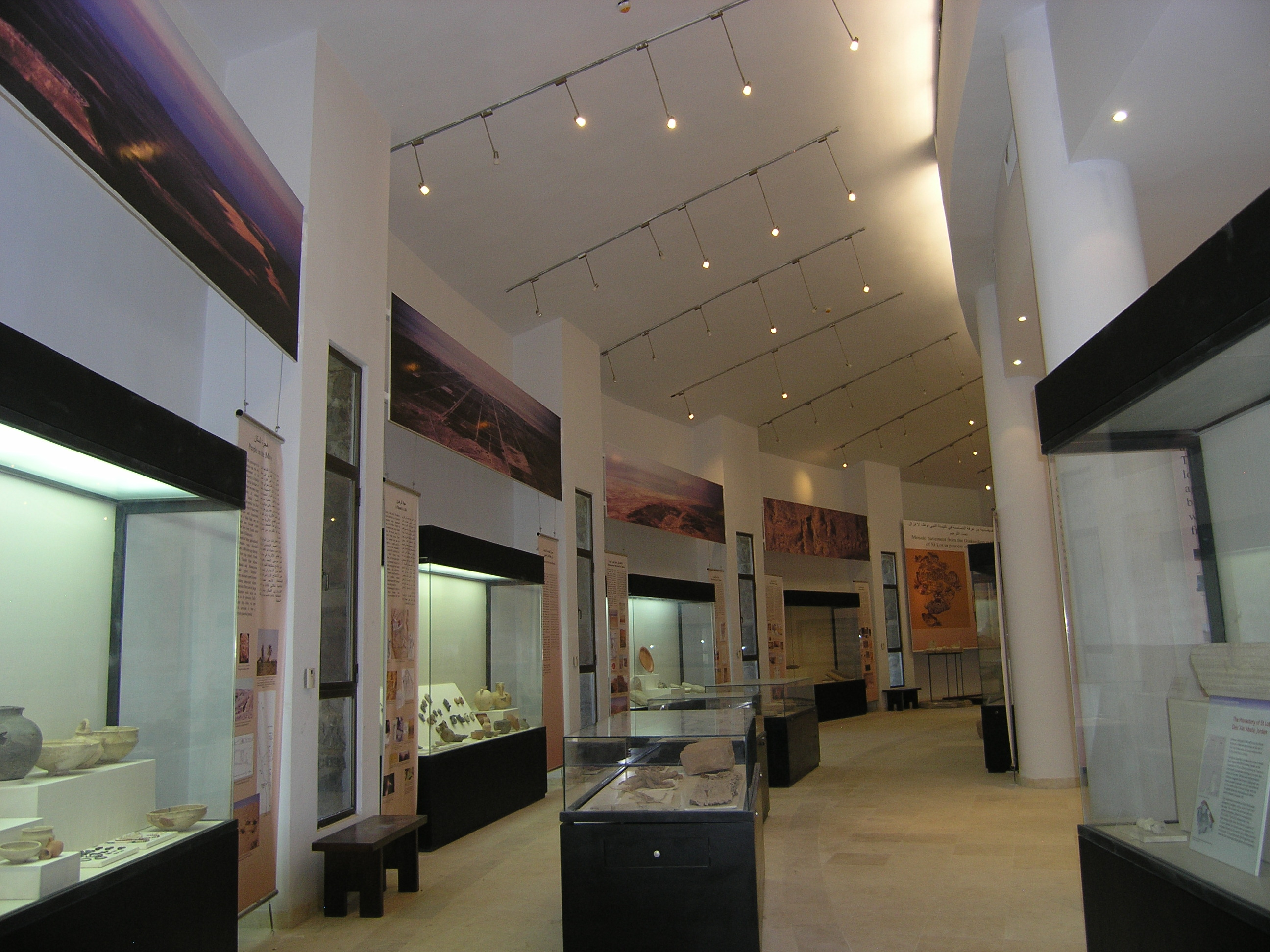
Im Museum am tiefsten Punkt der Erde

Während der Ausgrabungen am Lot-Heiligtum wurde in den 1990er Jahren der Gedanke an ein Museum an dieser Stelle entwickelt. Es sollte die Kulturgeschichte der Region aufzeigen, um einerseits Touristen anzuziehen und zugleich in der Bevölkerung Interesse für den Erhalt archäologischer Relikte zu wecken, als Basis für den Fremdenverkehr und zur Schaffung von Arbeitsplätzen.
Schließlich wurde der jordanische Architekt George Hakim mit der Planung beauftragt. Sein Konzept, das die Spiralform eines Schneckenhauses nachahmt, fand die Zustimmung der jordanischen Antikenbehörde und wurde mit Unterstützung der Regierung gebaut. Bei der Gestaltung der Ausstellung arbeiteten Archäologen der Hellenic Society for Near Eastern Studies und des British Museum mit. 2012 wurde das MuLPE der Öffentlichkeit schon zugänglich gemacht, die feierliche Eröffnung folgte am 18. Mai 2013, dem Internationalen Museumstag.

## Region südliches Ghor
Der Landstrich östlich und südlich des Toten Meeres, vom Wadi Mudschib im Norden bis zum Wadi Araba, wird südliches Ghor genannt. Der Name kommt von den zahlreichen Flusstälern – arabisch ghawr – aus dem östlichen Bergland, die Quellwasser in die Senke bringen und damit eine Bewässerungsfeldwirtschaft ermöglichen. 
Im südlichen Ghor sind die Sommer sehr heiß und die Winter mild. Durch die um 400 Meter dickere Luftschicht – als auf Meereshöhe – wird die Intensität der ständig einstrahlenden Sonne gemildert. Das Pflanzenwachstum ist damit ganzjährig begünstigt, teilweise können mehrere Ernten eingefahren werden. Diese Lebensbedingungen förderten auch eine sehr frühe Besiedlung der Region.

## Ausstellung

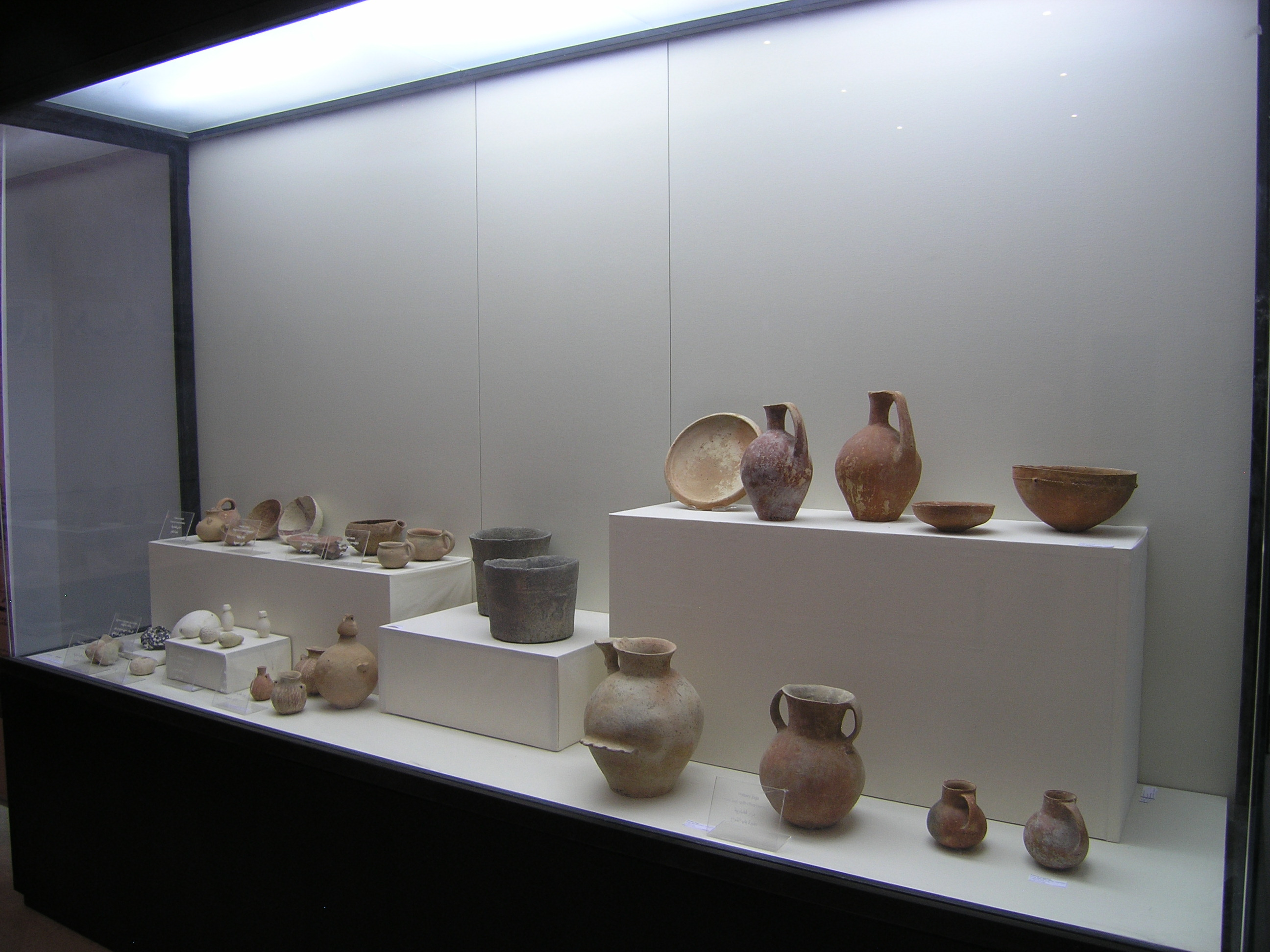
Keramikvitrine im MuLPE

Zu jedem Thema werden Exponate in einer großen, gut beleuchteten Vitrine präsentiert, die mit Info-Fahnen flankiert ist. Von den einzelnen Epochen werden typische Keramik und Handwerksgerät oder auch Schmuck ausgestellt. 
Aus dem Neolithikum (vor 13000 bis 8000 Jahren) sind zwei Dörfer im südlichen Ghor bekannt. In der frühen Bronzezeit – vor etwa 5000 Jahren – entstanden bereits große ummauerte Städte mit komplexer sozialer Organisation. Neben den Siedlungen sind weitläufige Begräbnisfelder bekannt. Die Bevölkerungsdichte ging in der mittleren Bronzezeit stark zurück, und in der Eisenzeit (ab 1000 v. Chr.) entstanden größere bäuerliche Siedlungen. Die Region gehörte dann zum Reich Moab, was sich durch typische Keramik belegen ließ. 

### Textilien
Vom 1. Jahrhundert v. Chr. bis zum 2. Jahrhundert n. Chr. waren die Nabatäer auf den Handelsstraßen der Region aktiv. Sie bauten auch Dattelpalmen an und gewannen Bitumen aus dem Toten Meer. Bei Ausgrabungen in der Nekropole von Khirbat Qayzun kamen neben nabatäischer Keramik auch größere Mengen an Textilresten zu Tage, die sich in dem trockenen Klima gut erhalten hatten. 

### Heiligtum des Lot
In der biblischen Erzählung von Untergang der Städte Sodom und Gomorra überlebt Abrahams Neffe Lot die Katastrophe und flüchtet mit seinen Töchtern in eine Höhle. Die Geschichte wird schon seit Alters in der Gegend des Toten Meeres verortet und so wurde im frühen Christentum eine Höhle im Berghang oberhalb des heutigen Museums als Höhle des Lot verehrt. Pilger besuchten sie und Mönche ließen sich nieder. Anfang der 1990er Jahre wurden dort die Reste eines kleinen Klosters aus dem 5.–7. Jahrhundert ausgegraben. Das Mosaik aus dem Diakonikon mit einer griechischen Inschrift ist im MuLPE zu sehen.

### Zuckergewinnung

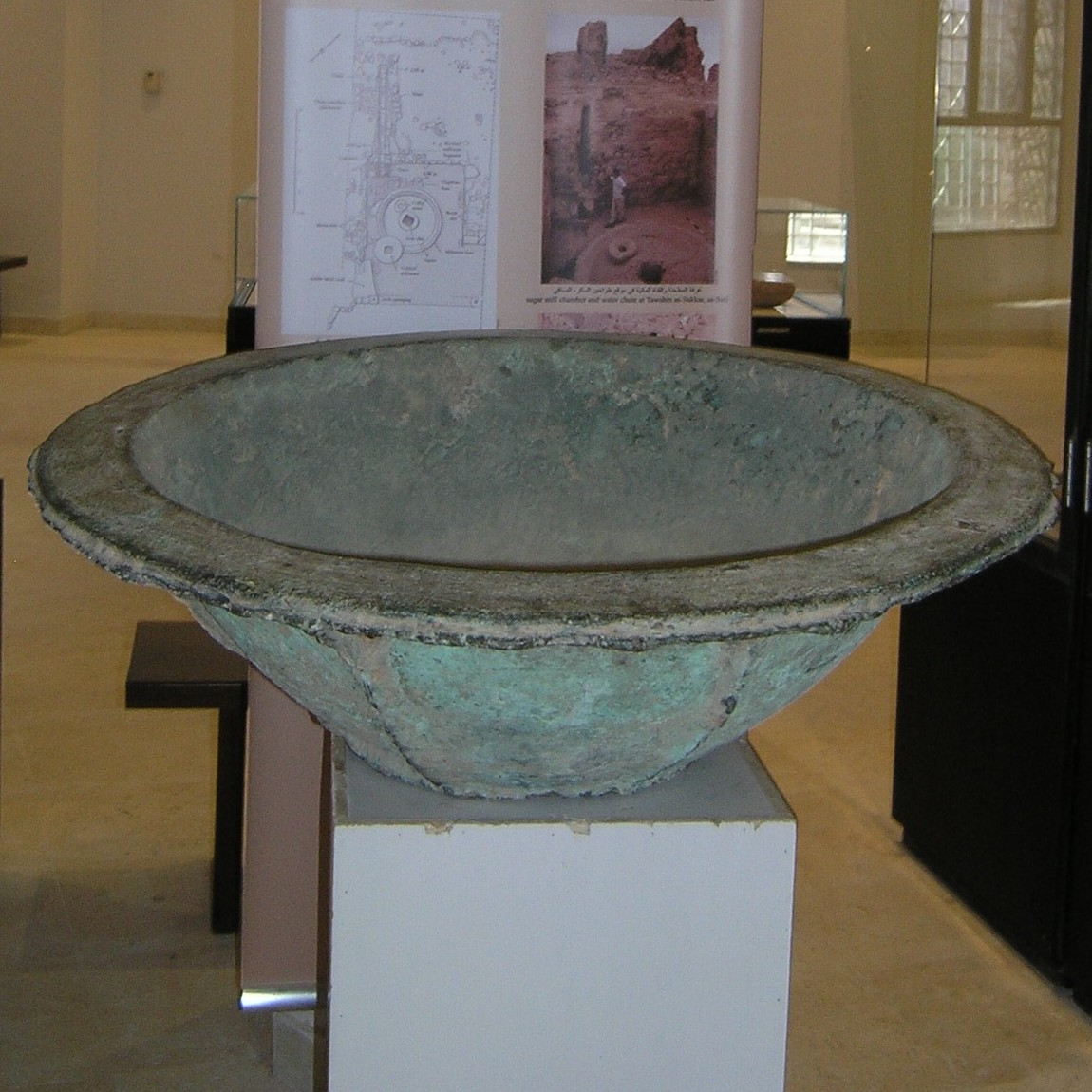
Bronze-Gefäß zur Zuckergewinnung, ayyubidisch

Der Anbau und die Verarbeitung von Zuckerrohr spielte im Mittelalter eine große wirtschaftliche Rolle im südlichen Ghor, wovon drei große Zuckermühlen zeugen, die in der Region entdeckt wurden. Sie wurden mit Wasserkraft betrieben und waren schon erste industrielle Betriebe. Spezielle Geräte zur Reinigung von Rohzucker, wie Kochtöpfe aus Keramik und Kupfer, werden aus der Ayyubiden- und Mamlukenzeit (12 – 15. Jahrhundert) gezeigt.